# سیئواس
سیئواس (به اسپانیایی: Sihuas) یک شهرک در پرو است که در استان سیئواس واقع شده‌است. سیئواس ۲٬۷۳۰ متر بالاتر از سطح دریا واقع شده‌است.